# (55082) Xlendi
(55082) Xlendi ist ein Asteroid des inneren Hauptgürtels, der am 25. August 2001 von dem tschechischen Astronomenehepaar Jana Tichá und Miloš Tichý am Kleť-Observatorium (IAU-Code 046) bei Český Krumlov entdeckt wurde. Eine Sichtung des Asteroiden hatte es vorher schon im Dezember 1998 unter der vorläufigen Bezeichnung 1998 XO69 an der Lincoln Laboratory Experimental Test Site (ETS) in Socorro, New Mexico gegeben.
(55082) Xlendi ist nach der maltesischen Ortschaft Xlendi benannt, die Jana Tichá und Miloš Tichý im Oktober 2002 besucht hatten. Die Benennung erfolgte durch die Internationale Astronomische Union (IAU) am 6. März 2004. Weitere Asteroiden, deren Benennung einen Malta-Bezug aufweisen, sind (2541) Edebono (benannt nach Edward de Bono), (56329) Tarxien (benannt nach den Tempeln von Tarxien) und (56422) Mnajdra (benannt nach der Tempelanlage Mnajdra).